# مرسک آیندهوون
مرسک آیندهوون (به انگلیسی: Maersk Eindhoven) یک کشتی است که طول آن ۳۶۶٫۴۶ متر (۱٬۲۰۲٫۳ فوت) می‌باشد. این کشتی در سال ۲۰۱۰ ساخته شد.